# Skyforge
Skyforge (с англ. — «Небесная кузня» или «Кузница небес») — компьютерная игра в жанре action-MMORPG в стилистике технофентези, разработанная студией Allods Team в сотрудничестве с Obsidian Entertainment. На территории России оперированием занимается Mail.ru Games. Дата выпуска — 2 апреля 2015 года, игра находится в разработке с 2010 года.
На данный момент в рамках студии Obsidian Entertainment действует отдельное подразделение, которое занимается исключительно Skyforge. Впервые о сотрудничестве было заявлено Фергюсом Уртхартом на КРИ-2013. Там есть свои дизайнеры уровней и классов и локаций, а также там осуществляется адаптация игры под требования западного рынка.

## Сюжет
Действие игры разворачивается на планете Элион, получившей своё название в честь первого покровителя, великого бога Элая. Во времена его правления мир был в безопасности. Но однажды произошла величайшая трагедия — Элай исчез. Захватчики с других планет посчитали Элион, лишенный своего могущественного защитника, легкой добычей. И с тех пор армии пришельцев пытаются подчинить её. Каждое такое нападение не проходит бесследно.
После исчезновения Элая на планете стало появляться все больше бессмертных. Они объединяются во имя общей цели — защиты Элиона от захватчиков.

## Игровой процесс
При старте игры игроку дают возможность настроить внешность своего персонажа и дать ему имя. После пролога игроку открывается три начальных класса, между которыми можно свободно переключаться вне боя. Остальные классы открываются в разделе «Провинции» (ранее — в общем атласе развития).
Персонаж является бессмертным героем с магическими способностями и технологичной экипировкой, зависящие от выбранного на данный момент класса. Управление им осуществляется с помощью комбинированной целевой-системы и Mouse-Look: камера привязана к движению мыши, за передвижение персонажа отвечают стандартные клавиши, а возможность атаковать появляется после того, как цель попадает в поле зрения персонажа. Игрок может относительно свободно сражаться, а также быстро передвигаться по полю боя — с отскоками и уворотами. Местами Skyforge походит на слэшер — в игре есть комбо-удары, ultimate-атаки и добивающие выпады.
Персонаж имеет культ последователей, которые обеспечивают одну третью часть от всего его могущества. В определенный момент игры герой обретет возможность принимать божественный облик и использовать мощные способности, такие как исцеление во время боя. Принимая божественную форму, персонаж становится в два раза больше, скорость его передвижения, радиус атак и наносимый урон увеличиваются, а место привычного бега и прыжков занимает левитация. Здоровье персонажа возрастает в восемь раз, а для обычных атак он становится практически неуязвимым. Если герой освоил несколько классов, у него появляется значительное преимущество — возможность менять их посреди боя и использовать специальные «божественные ультимативные умения» разных групп классов.
В игре отсутствуют опыт и уровни в их привычном понимании. Процесс развития персонажа складывается из трех основных частей: добываемая в игре экипировка, изучение атласа развития персонажа и завоевание веры последователей. От этих основных элементов зависит престиж персонажа, который является аналогом гирскора. Также следует отметить, что вся получаемая экипировка «персональная», то есть её нельзя продать или поменять.
Получить необходимые для прокачки персонажа ресурсы можно в награду за участие в различных активностях. Вся информация о них отображается в Информатории. Это единая система входа в приключения и перемещения на открытые локации.
Ранее в игре был так называемый «Атлас развития», замененный на бастионы и классовые храмы в обновлении «Новая Эра». Он представлял собой некую карту, состоящую из вершин-достижений, и позволял увидеть всю цепочку возможного развития персонажа: классы, таланты, умения и характеристики. При этом характеристики являются общим атрибутом персонажа. Взятые при прокачке одного класса, они не исчезнут, если переключиться на другой. Также имелся «божественный атлас», открываемый вместе с божественной формой.
Также ранее в интерфейсе игры был доступен игровой портал «Элинет», содержащий в себе форум, внутриигровую социальную сеть, базу знаний и различные сервисы: игровой чат, калькулятор талантов, сумка, статистика, культ последователей и некоторые функции интерфейса пантеона. Портал до сих пор работает в браузере и на мобильных устройствах.

### Система пантеонов
В игре есть кланы называемые пантеонами на античный манер. Для образования пантеона достаточно одного бессмертного и небольшого количества внутриигровой валюты. В дальнейшем необходимо набрать как минимум несколько новобранцев. Участники пантеона имеют доступ к различным бонусам, постройкам и исследованиям.
В игре также присутствует «Битва пантеонов» — масштабные соревнования на 100 человек от каждого пантеона. 50 человек при этом отправляются на PvP-битву, и еще 50 будут принимать участие в PvE-испытаниях. Бой ведется за обладание т. н. «небесными храмами» и будет проходить еженедельно. В случае успеха победители на неделю получают право владения той или иной территорией, которая приносит доход и уникальные награды. Это может быть, например, усиление верхнего (общего) атласа, костюмы, средства передвижения, а также кредиты, искры и расходные ресурсы. С 2018 года PvE-испытания убраны из битвы пантеонов.

### Система классов
Со старта игры доступно три класса, представляющие собой три основных архетипа в ММО: криомант (атака), хранитель света (поддержка) и паладин (защита). На E3 разработчики помимо них показали штурмовика, берсерка, а в стриме с GamesCom — лучника и мастера теней. Всего же в игре 16 классов:
• Танки: паладин, богатырь, друид (с 2018 года).
• Маги: криомант, некромант, колдун (ведьма), кинетик, пиромант (с 2019 года).
• Специалисты поддержки: хранитель света, алхимик, акустик (с 2018 года).
• Стрелки: лучник, штурмовик, стрелок (с 2016 года), наёмник (с 2021 года).
• Бойцы: мастер теней, берсерк, монах, ревенант (с 2017 года).
На одном аккаунте можно создать только одного персонажа, но, играя им, игрок волен свободно переключаться между всеми открытыми классами. Благодаря этому можно подстроиться под любую боевую ситуацию не только сменой билда, но и сменой самого класса.
В игре отсутствуют классы целителей. На смену им пришли классы поддержки. В результате основная тактика боя строится на основе выживания: здоровье персонажа не должно кончиться раньше, чем здоровье врага. После завершения боя жизненные силы быстро восстанавливаются автоматически.

## Разработка
Впервые кадры из игры публика увидела на закрытом показе Skyforge на Конференции разработчиков игр в 2012 году.
10 — 12 июня 2014 года игра была показана на выставке Electronic Entertainment Expo.
5 августа 2014 года в 11:00 (МСК) начался этап закрытого тестирования игры.
16 августа 2014 года Skyforge представили на GamesCom.
15 декабря 2014 года в 16:00 (МСК) стартовало закрытое бета-тестирование игры.
26 марта 2015 года в 12:00 (МСК) состоялся официальный запуск проекта Skyforge. На первой неделе в игру смогли попасть все владельцы специальных изданий Skyforge.
2 апреля 2015 года стартовало открытое бета-тестирование игры для всех желающих.
6 мая 2015 года установлено первое крупное обновление, включающее в себя помимо прочего новые масштабные активности и появление божественного атласа.
15 февраля 2017 года было объявлено о выходе игры на платформу PlayStation 4. Открытие раннего доступа — 28 марта 2017 года. На 11 апреля назначен полноценный выход игры.
11 апреля 2018 года было установлено обновление «Метаморфоза», добавляющее систему достижений, новую систему сложности и класс защиты «Друид».
28 августа 2018 года было установлено обновление, добавляющее режим «Королевская битва».
4 апреля 2019 года было установлено обновление «Новые горизонты», добавляющее в игру новую планету, врагов, механику «Программы» и улучшенный интерфейс.

## Награды
23 июня редакция портала Ten Ton Hammer подвела итоги E3 2014 и назвала Skyforge лучшей игрой E3.Skyforge номинировали на премию Destructoid’s E3 2014 Community Choice Award.

### Другие достижения
- Best of Show по версии издания The Ten Ton Hammer по итогам ЕЗ-2014
- Best MMORPG of Show от издания Ysung по итогам ЕЗ-2014
- Best of E3-2014 nominee по версии Destructoid
- Most Anticipated of 2015 по версии The Ten Ton Hammer
- Most anticipated f2p game of 2015 от Mmobomb
- Most anticipated MMO of 2015 nominee от Massively
- «Лучшая MMORPG — 2014» по итогам «Игромира-2014» от игрового портала Gameguru
- «Лучшая отечественная игра — 2014» по итогам «Игромира-2014» от игрового портала Gameguru
- «Самая божественная MMORPG» по итогам «Игромира-2014» по версии журнала «Игромания»

Летом 2018 года, благодаря уязвимости в защите Steam Web API, стало известно, что точное количество пользователей сервиса Steam, которые играли в игру хотя бы один раз, составляет 404 721 человек.